# Білоруський обласний комітет
Білоруський обласний комітет при Загальноросійській Раді Селянських Депутатів — діяв у листопаді 1917 — 1918 рр.
Був створений у Петрограді з делегатів від білоруських губерній на Загальноросійському з'їзді селянських депутатів та представників армії і флоту. Складався з 70 чоловік (Я.Канчар — голова, М.Гольман та П.Караткевич — заступники). Виступав за автономію Білорусі у складі Росії. Намагався очолити національний рух, взяв на себе ініціативу скликання Загальнобілоруського конгресу. Мав підтримку РНК на чолі з Леніним. Видав праці  Ю. Карського «Білоруська мова» та «Етнографічна карта білоруського племені». На початку 1918 р. безуспішно намагався скликати Другий загальнобілоруський конгрес і припинив свою діяльність.